# Hongkongs voetbalelftal (vrouwen)
Het Hongkongs vrouwenvoetbalelftal is een voetbalteam dat Hongkong vertegenwoordigt in internationale wedstrijden, zoals het Aziatisch kampioenschap.
Het elftal van Hongkong speelde zijn eerste wedstrijd in 1975 tijdens het Aziatisch kampioenschap voetbal, gehouden in eigen land. Tegen Nieuw-Zeeland werd met 0-2 verloren. In 1979 beleefde het team zijn beste resultaat in het continentale kampioenschap met een derde plaats. Het kwalificeerde zich voor veertien opeenvolgende Aziatische kampioenschappen, maar de laatste deelname was in 2003.

## Prestaties op eindronden

### Wereldkampioenschap
| Jaar   | Resultaat           | Wed                 | W                   | G                   | V                   | DV                  | DT                  |
| ------ | ------------------- | ------------------- | ------------------- | ------------------- | ------------------- | ------------------- | ------------------- |
| 1991   | Niet gekwalificeerd | Niet gekwalificeerd | Niet gekwalificeerd | Niet gekwalificeerd | Niet gekwalificeerd | Niet gekwalificeerd | Niet gekwalificeerd |
| 1995   | Niet deelgenomen    | Niet deelgenomen    | Niet deelgenomen    | Niet deelgenomen    | Niet deelgenomen    | Niet deelgenomen    | Niet deelgenomen    |
| 1999   | Niet gekwalificeerd | Niet gekwalificeerd | Niet gekwalificeerd | Niet gekwalificeerd | Niet gekwalificeerd | Niet gekwalificeerd | Niet gekwalificeerd |
| 2003   | Niet gekwalificeerd | Niet gekwalificeerd | Niet gekwalificeerd | Niet gekwalificeerd | Niet gekwalificeerd | Niet gekwalificeerd | Niet gekwalificeerd |
| 2007   | Niet gekwalificeerd | Niet gekwalificeerd | Niet gekwalificeerd | Niet gekwalificeerd | Niet gekwalificeerd | Niet gekwalificeerd | Niet gekwalificeerd |
| 2011   | Niet gekwalificeerd | Niet gekwalificeerd | Niet gekwalificeerd | Niet gekwalificeerd | Niet gekwalificeerd | Niet gekwalificeerd | Niet gekwalificeerd |
| 2015   | Niet gekwalificeerd | Niet gekwalificeerd | Niet gekwalificeerd | Niet gekwalificeerd | Niet gekwalificeerd | Niet gekwalificeerd | Niet gekwalificeerd |
| 2019   | Niet gekwalificeerd | Niet gekwalificeerd | Niet gekwalificeerd | Niet gekwalificeerd | Niet gekwalificeerd | Niet gekwalificeerd | Niet gekwalificeerd |
| 2023   | Niet gekwalificeerd | Niet gekwalificeerd | Niet gekwalificeerd | Niet gekwalificeerd | Niet gekwalificeerd | Niet gekwalificeerd | Niet gekwalificeerd |
| Totaal | 0/9                 | 0                   | 0                   | 0                   | 0                   | 0                   | 0                   |

### Olympische Spelen
| Jaar   | Resultaat           | Wed                 | W                   | G                   | V                   | DV                  | DT                  |
| ------ | ------------------- | ------------------- | ------------------- | ------------------- | ------------------- | ------------------- | ------------------- |
| 1996   | Niet deelgenomen    | Niet deelgenomen    | Niet deelgenomen    | Niet deelgenomen    | Niet deelgenomen    | Niet deelgenomen    | Niet deelgenomen    |
| 2000   | Niet gekwalificeerd | Niet gekwalificeerd | Niet gekwalificeerd | Niet gekwalificeerd | Niet gekwalificeerd | Niet gekwalificeerd | Niet gekwalificeerd |
| 2004   | Niet gekwalificeerd | Niet gekwalificeerd | Niet gekwalificeerd | Niet gekwalificeerd | Niet gekwalificeerd | Niet gekwalificeerd | Niet gekwalificeerd |
| 2008   | Niet gekwalificeerd | Niet gekwalificeerd | Niet gekwalificeerd | Niet gekwalificeerd | Niet gekwalificeerd | Niet gekwalificeerd | Niet gekwalificeerd |
| 2012   | Niet gekwalificeerd | Niet gekwalificeerd | Niet gekwalificeerd | Niet gekwalificeerd | Niet gekwalificeerd | Niet gekwalificeerd | Niet gekwalificeerd |
| 2016   | Niet gekwalificeerd | Niet gekwalificeerd | Niet gekwalificeerd | Niet gekwalificeerd | Niet gekwalificeerd | Niet gekwalificeerd | Niet gekwalificeerd |
| 2020   | Niet gekwalificeerd | Niet gekwalificeerd | Niet gekwalificeerd | Niet gekwalificeerd | Niet gekwalificeerd | Niet gekwalificeerd | Niet gekwalificeerd |
| 2024   | Nog te bepalen      | Nog te bepalen      | Nog te bepalen      | Nog te bepalen      | Nog te bepalen      | Nog te bepalen      | Nog te bepalen      |
| Totaal | 0/8                 | 0                   | 0                   | 0                   | 0                   | 0                   | 0                   |

### Aziatisch kampioenschap
| Jaar   | Resultaat           | Wed                 | W                   | G                   | V                   | DV                  | DT                  |
| ------ | ------------------- | ------------------- | ------------------- | ------------------- | ------------------- | ------------------- | ------------------- |
| 1975   | Groepsfase          | 2                   | 0                   | 0                   | 2                   | 0                   | 4                   |
| 1977   | Groepsfase          | 2                   | 0                   | 0                   | 2                   | 0                   | 6                   |
| 1979   | Derde plaats        | 6                   | 2                   | 0                   | 4                   | 5                   | 8                   |
| 1981   | Vierde plaats       | 3                   | 2                   | 1                   | 2                   | 3                   | 3                   |
| 1983   | Groepsfase          | 5                   | 0                   | 0                   | 5                   | 0                   | 14                  |
| 1986   | Groepsfase          | 3                   | 1                   | 0                   | 2                   | 1                   | 3                   |
| 1989   | Vierde plaats       | 5                   | 1                   | 1                   | 3                   | 3                   | 19                  |
| 1991   | Groepsfase          | 4                   | 1                   | 1                   | 2                   | 3                   | 9                   |
| 1993   | Groepsfase          | 4                   | 1                   | 0                   | 2                   | 5                   | 6                   |
| 1995   | Groepsfase          | 3                   | 1                   | 1                   | 1                   | 2                   | 12                  |
| 1997   | Groepsfase          | 3                   | 1                   | 0                   | 2                   | 1                   | 12                  |
| 1999   | Groepsfase          | 4                   | 0                   | 0                   | 4                   | 0                   | 36                  |
| 2001   | Groepsfase          | 3                   | 1                   | 0                   | 2                   | 2                   | 15                  |
| 2003   | Groepsfase          | 4                   | 1                   | 0                   | 3                   | 2                   | 24                  |
| 2006   | Niet gekwalificeerd | Niet gekwalificeerd | Niet gekwalificeerd | Niet gekwalificeerd | Niet gekwalificeerd | Niet gekwalificeerd | Niet gekwalificeerd |
| 2008   | Niet gekwalificeerd | Niet gekwalificeerd | Niet gekwalificeerd | Niet gekwalificeerd | Niet gekwalificeerd | Niet gekwalificeerd | Niet gekwalificeerd |
| 2010   | Niet gekwalificeerd | Niet gekwalificeerd | Niet gekwalificeerd | Niet gekwalificeerd | Niet gekwalificeerd | Niet gekwalificeerd | Niet gekwalificeerd |
| 2014   | Niet gekwalificeerd | Niet gekwalificeerd | Niet gekwalificeerd | Niet gekwalificeerd | Niet gekwalificeerd | Niet gekwalificeerd | Niet gekwalificeerd |
| 2018   | Niet gekwalificeerd | Niet gekwalificeerd | Niet gekwalificeerd | Niet gekwalificeerd | Niet gekwalificeerd | Niet gekwalificeerd | Niet gekwalificeerd |
| 2022   | Niet gekwalificeerd | Niet gekwalificeerd | Niet gekwalificeerd | Niet gekwalificeerd | Niet gekwalificeerd | Niet gekwalificeerd | Niet gekwalificeerd |
| Totaal | 14/20               | 57                  | 11                  | 4                   | 42                  | 26                  | 191                 |

### Aziatische Spelen
| Jaar   | Resultaat        | Wed              | W                | G                | V                | DV               | DT               |
| ------ | ---------------- | ---------------- | ---------------- | ---------------- | ---------------- | ---------------- | ---------------- |
| 1990   | Zesde plaats     | 5                | 0                | 0                | 5                | 0                | 32               |
| 1994   | Niet deelgenomen | Niet deelgenomen | Niet deelgenomen | Niet deelgenomen | Niet deelgenomen | Niet deelgenomen | Niet deelgenomen |
| 1998   | Niet deelgenomen | Niet deelgenomen | Niet deelgenomen | Niet deelgenomen | Niet deelgenomen | Niet deelgenomen | Niet deelgenomen |
| 2002   | Niet deelgenomen | Niet deelgenomen | Niet deelgenomen | Niet deelgenomen | Niet deelgenomen | Niet deelgenomen | Niet deelgenomen |
| 2006   | Niet deelgenomen | Niet deelgenomen | Niet deelgenomen | Niet deelgenomen | Niet deelgenomen | Niet deelgenomen | Niet deelgenomen |
| 2010   | Niet deelgenomen | Niet deelgenomen | Niet deelgenomen | Niet deelgenomen | Niet deelgenomen | Niet deelgenomen | Niet deelgenomen |
| 2014   | Kwartfinale      | 3                | 0                | 0                | 3                | 0                | 19               |
| 2018   | Kwartfinale      | 4                | 1                | 0                | 3                | 6                | 21               |
| Totaal | 3/8              | 12               | 1                | 0                | 11               | 6                | 72               |

## FIFA-wereldranglijst
Betreft klassering aan het einde van het jaar
| 2003 | 2004 | 2005 | 2006 | 2007 | 2008 | 2009 | 2010 | 2011 | 2012 | 2013 | 2014 | 2015 | 2016 | 2017 | 2018 | 2019 | 2020 | 2021 | 2022 |
| ---- | ---- | ---- | ---- | ---- | ---- | ---- | ---- | ---- | ---- | ---- | ---- | ---- | ---- | ---- | ---- | ---- | ---- | ---- | ---- |
| 64   | 65   | 66   | 69   | 68   | 63   | 60   | 67   | 70   | 66   | 61   | 67   | 74   | 67   | 68   | 77   | 74   | 71   | 77   | 77   |

## Selecties

### Huidige selectie
Deze spelers werden geselecteerd voor twee vriendschappelijke wedstrijden tegen Singapore in juni 2022.
| Doel                           |                |                 |
|                                | Lee Yi Yan     | Chelsea SS HK   |
|                                | Chow Kam Yee   | Tai Po FC       |
|                                | Ng Cheuk Wai   | Taoyuan Mars FC |
| Verdediging                    |                |                 |
|                                | Sin Chung Yee  | Happy Valley AA |
|                                | Ma Chak Shun   | Chelsea SS HK   |
|                                | Hui Yee Sum    | Citizen AA      |
|                                | Kwok Oi Laam   | Citizen AA      |
|                                | Wong So Han    | Shatin SA       |
|                                | Woo Lok Ki     | Shatin SA       |
| Middenveld                     |                |                 |
|                                | Chan Wing Lam  | Chelsea SS HK   |
|                                | Chan Yee Hing  | Chelsea SS HK   |
|                                | Leung Hong Kiu | Chelsea SS HK   |
|                                | Tsang Lai Mae  | Chelsea SS HK   |
|                                | Wu Choi Yiu    | Chelsea SS HK   |
|                                | Chu Po Yan     | Citizen AA      |
|                                | Tse Wing Chin  | Citizen AA      |
|                                | Chan Wing Sze  | Shatin SA       |
|                                | Tsang Pak Tung | Tai Po FC       |
| Aanval                         |                |                 |
|                                | Lau Yun Yi     | Tai Po FC       |
|                                | Ching Ka Yam   | Citizen AA      |
|                                | Sneha Limbu    | Black Rock FC   |
| Bondscoach: José Ricardo Rambo |                |                 |